# Mariusz Sobczak
Mariusz Sobczak (ur. 8 lutego 1982 w  Zduńskiej Woli) – polski lekkoatleta, wicemistrz paraolimpijski, dwukrotny medalista mistrzostw świata oraz mistrz Europy w skoku w dal; (kategoria niepełnosprawności F36).

## Kariera
Karierę rozpoczął na mistrzostwach świata w Lille (2002), zdobywając srebrny medal. Kolejny sukces odniósł na mistrzostwach w Christchurch (2011), gdzie zajął 3. miejsce. W 2012 zdobył tytuł mistrza Europy w holenderskim Stadskanaal, a w Londynie – wicemistrzostwo paraolimpijskie.
Trzykrotnie uczestniczył w Igrzyskach Paraolimpijskich - Ateny (2004) 5. miejsce, Londyn(2012) 2. miejsce, Rio de Jeneiro (2016)  6 miejsce.
W 2013 roku na Mistrzostwach Świata w Lyonie zdobył srebrny medal w skoku w dal.  W 2014 roku na Mistrzostwach Europy w Swanse'a zdobył srebrny medal w skoku w dal.

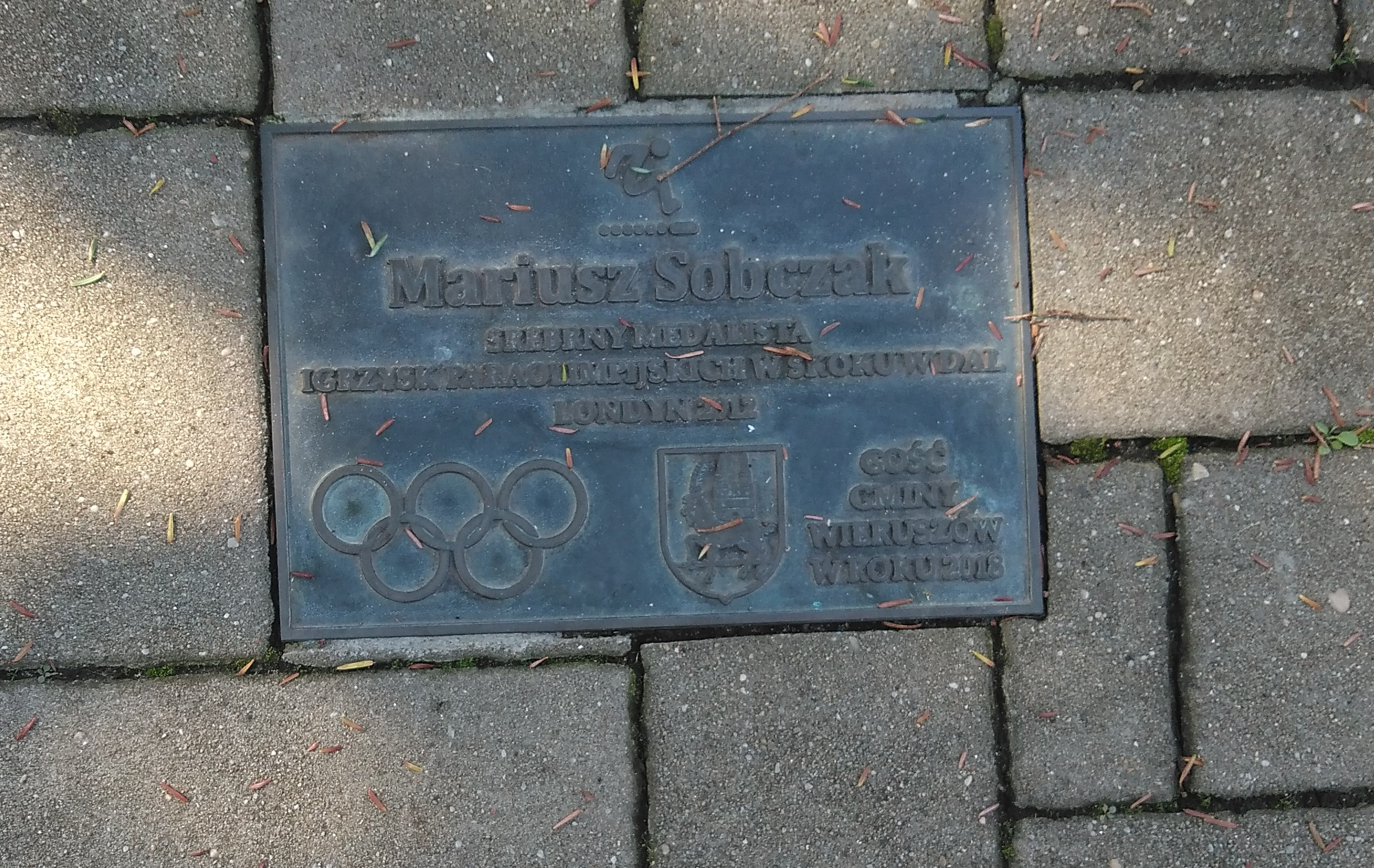
Tablica poświęcona Mariuszowi Sobczakowi w Alei Olimpijczyków i Paraolimpijczyków w Wieruszowie.

Jego rekord życiowy wynosi 5,38 m.

## Upamiętnienie
W 2018 r. odsłonięto tablicę poświęconą Mariuszowi Sobczakowi w Alei Olimpijczyków i Paraolimpijczyków w Wieruszowie.